# Episodi di Tron - La serie
L'episodio di preludio della serie animata Tron - La serie è stato trasmesso negli Stati Uniti solo su Disney Channel e in origine doveva essere una miniserie in 10 parti. I successivi episodi della prima stagione sono andati in onda negli Stati Uniti dal 7 giugno 2012 su Disney XD al 28 gennaio 2013.
In Italia la serie è andata in onda a partire dal 24 dicembre 2012 su Disney XD. In seguito la serie venne interrotta per i bassi ascolti.
La serie è stata pubblicata il 12 novembre 2019 (ad esclusione del primo episodio) negli Stati Uniti su Disney+, il cui doppiaggio italiano era presente negli episodi dal 2 a 9 e dal 13 al 19. A giugno 2020 sempre sul catalogo americano di Disney+ è stato pubblicato il primo episodio anch'esso disponibile in lingua italiana, il doppiaggio in italiano dell'episodio 10 è stato reso disponibile ai primi di ottobre 2020. E per finire il doppiaggio in italiano degli episodi 11 e 12 è stato reso disponibile il 16 ottobre 2020 (ma il titolo è rimasto quello originale).
La serie doveva essere pubblicata il 30 ottobre 2020 sul catalogo italiano di Disney+, ma per motivi ancora ignoti non è stata pubblicata.
| nº | Titolo originale           | Titolo italiano           | Prima TV USA     | Prima TV Italia / Pubblicazione in italiano |
| -- | -------------------------- | ------------------------- | ---------------- | ------------------------------------------- |
| 1  | Beck's Beginning           | Beck: L'inizio            | 18 maggio 2012   | giugno 2020 (Disney+)                       |
| 2  | The Renegade, Part 1       | Ribelle (prima parte)     | 7 giugno 2012    | 24 dicembre 2012                            |
| 3  | The Renegade, Part 2       | Ribelle (seconda parte)   | 14 giugno 2012   | 25 dicembre 2012                            |
| 4  | Blackout                   | Blackout                  | 21 giugno 2012   | 26 dicembre 2012                            |
| 5  | Identity                   | Identità                  | 28 giugno 2012   | 27 dicembre 2012                            |
| 6  | Isolated                   | Soli                      | 5 luglio 2012    | 28 dicembre 2012                            |
| 7  | Price of Power             | Il prezzo del potere      | 12 luglio 2012   | 29 dicembre 2012                            |
| 8  | The Reward                 | La ricompensa             | 19 ottobre 2012  | 30 dicembre 2012                            |
| 9  | Scars, Part 1              | Cicatrici (prima parte)   | 26 ottobre 2012  | 12 novembre 2020 (Disney+)                  |
| 10 | Scars, Part 2              | Cicatrici (seconda parte) | 2 novembre 2012  | primi di ottobre 2020 (Disney+)             |
| 11 | Grounded                   |                           | 3 dicembre 2012  | 16 ottobre 2020 (Disney+)                   |
| 12 | We Both Know How This Ends |                           | 10 dicembre 2012 | 16 ottobre 2020 (Disney+)                   |
| 13 | The Stranger               | Lo straniero              | 17 dicembre 2012 | 12 novembre 2020 (Disney+)                  |
| 14 | Tagged                     | Taggati                   | 24 dicembre 2012 | 12 novembre 2020 (Disney+)                  |
| 15 | State of Mind              | Stato d'animo             | 31 dicembre 2012 | 12 novembre 2020 (Disney+)                  |
| 16 | Welcome Home               | Bentornato a casa         | 7 gennaio 2013   | 12 novembre 2020 (Disney+)                  |
| 17 | Rendezvous                 | Appuntamento              | 14 gennaio 2013  | 12 novembre 2020 (Disney+)                  |
| 18 | No Bounds                  | Senza limiti              | 21 gennaio 2013  | 12 novembre 2020 (Disney+)                  |
| 19 | Terminal                   | Finale                    | 28 gennaio 2013  | 12 novembre 2020 (Disney+)                  |

## Beck: L'inizio
- Titolo originale: Beck's Beginning
- Diretto da: Charlie Bean
- Scritto da: Edward Kitsis e Adam Horowitz

### Trama
Dopo che la città viene invasa e un suo amico rimane ucciso dai soldati di Clu, un giovane programma di nome Beck prende il nome di "Tron" e, aiutato dal vero Tron, decide di ribellarsi.
- Nota: episodio di preludio di 31 minuti, inizialmente prodotto come miniserie a 10 puntate.
- Ascolti USA: telespettatori 1 790 000[2]

## Ribelle (prima parte)
- Titolo originale: The Renegade, Part 1
- Diretto da: Charlie Bean
- Scritto da: Edward Kitsis e Adam Horowitz (soggetto); Kamran Pasha, Adam Nussdorf e Bill Wolkoff (sceneggiatura)

### Trama
Mentre Tron sta addestrando Beck, ma quest'ultimo dubita di avere la forza per essere il prossimo Tron. Mentre sta cercando di sfuggire alla sicurezza, Beck finisce in un trasporto diretto in prigione e viene portato ai Giochi. Zed intanto si innamora di Perl e la porta al garage per mostrarle il suo lavoro, dove ruba il classico ENCOM 786 di Able.
- Guest Star: Ben Schwartz (Voce originale di Rilo)
- Ascolti USA: telespettatori 580 000[3]

## Ribelle (seconda parte)
- Titolo originale: The Renegade, Part 2
- Diretto da: Charlie Bean
- Scritto da: Edward Kitsis e Adam Horowitz (soggetto); Kamran Pasha, Adam Nussdorf e Bill Wolkoff (sceneggiatura)

### Trama
Quando Beck e il generale Cutler vengono gettati in una gara all'ultima sangue, sono costretti a mettere in atto un rischioso atto di fuga, Cutler perde e Beck deve tornare come il Ribelle per salvarlo. Intanto Mara e Zed sono in missione.
- Ascolti USA: telespettatori 368 000[4]

## Blackout
- Titolo originale: Blackout
- Diretto da: Charlie Bean
- Scritto da: Edward Kitsis e Adam Horowitz

### Trama
Beck viene inviato da Tron per distruggere una trivellatrice, che causa dei blackout ad Argon, prima che possa mettere la Rete in pericolo. A complicare la situazione c'è una gara di velocità che si tiene proprio sotto il sito dove si trova la trivellatrice e Beck deve sbrigarsi a distruggerla per salvare la vita di Zed. Nel frattempo Paige viene mandata a fermare il Ribelle.
- Ascolti USA: telespettatori 540 000[5]

## Identità
- Titolo originale: Identity
- Diretto da: Charlie Bean
- Scritto da: Bill Wolkoff

### Trama
Quando il disco di identità di Beck viene rubato sul Light Rail, la sua memoria inizia a svanire. Sperando di prevenire la perdita permanente della memoria o l'identità come il Ribelle, lui e Tron vanno a Purgos, la città più vicina ad Argon City per recuperarlo. Un misterioso programma di nome Lux da' una mano a Beck e Tron.
- Guest Star: Lake Bell (Voce originale di Lux), Mark Boone Junior (Voce originale di Kobol) e Adam DeVine (Voce originale di Galt)
- Ascolti USA: telespettatori 387 000[6]

## Soli
- Titolo originale: Isolated
- Diretto da: Charlie Bean
- Scritto da: André Bormanis

### Trama
Dopo aver rubato un prezioso cubo di dati di informazioni vitali dalla base/nave del Generale Tesler, Beck (come il Ribelle) viene inseguito da Paige sul Mare della Simulazione. Quando si schiantano su un'isola destabilizzata, Paige riflette sugli eventi che l'hanno portata a diventare un soldato di Clu. I due dovranno lavorare fianco a fianco per uscire da questa situazione disperata.
- Guest Star: Parminder Nagra (Voce originale di Ada)
- Ascolti USA: telespettatori 362 000[7]

## Il prezzo del potere
- Titolo originale: Price of Power
- Diretto da: Charlie Bean
- Scritto da: Adam Nussdorf

### Trama
Beck intercetta un'arma (a forma di disco) che modifica il disco, che ha la capacità di aumentare le abilità fisiche di tutti i programmi che la indossano, ma sfortunatamente ha degli spiacevoli effetti collaterali.
- Ascolti USA: telespettatori 354 000[8]

## La ricompensa
- Titolo originale: The Reward
- Diretto da: Charlie Bean
- Scritto da: André Bormanis (soggetto); Scott Nimerfro e André Bormanis (sceneggiatura)

### Trama
Quando il generale Tesler offre una ricompensa e l'eliminazione del coprifuoco alla città di Argon, per la cattura del Ribelle, i programmi della città cominciano ad accusarsi l'uno con l'altro pur di ottenere la ricompensa promessa.

## Cicatrici (prima parte)
- Titolo originale: Scars, Part 1
- Diretto da: Charlie Bean
- Scritto da: Bill Wolkoff

### Trama
Beck affronta il suo mentore e cerca di convincere Tron a fermare la sua vendetta contro Dyson (un tempo luogotenente di Tron e ora di alto rango nell'esercito di Clu). Tron però non ha nessuna intenzione di perdonare il suo ex alleato e non intende lasciarsi ostacolare da nessuno. Intanto Clu arriva ad Argon.

## Cicatrici (seconda parte)
- Titolo originale: Scars, Part 2
- Diretto da: Charlie Bean
- Scritto da: Bill Wolkoff

### Trama
Beck cerca di impedire a Tron di uccidere Dyson.

## Grounded
- Diretto da: Charlie Bean
- Scritto da: Adam Nussdorf

### Trama
Tesler, infuriato sfida pubblicamente il Ribelle ad apparire ad Argon Square e arrendersi, promettendo che se si consegna libererà gli altri prigionieri e porrà fine al coprifuoco.
Beck è costretto a rimanere al garage da Able. La situazione costringe Beck a scegliere tra i suoi doveri nei confronti di Able e le sue responsabilità come il Ribelle.
Beck decide di accettare la sfida di Tesler e sfugge alla cattura. In seguito Able rivela a Beck che sa che è il Ribelle.

## We Both Know How This Ends
- Diretto da: Charlie Bean
- Scritto da: Adam Nussdorf e Akela Cooper

### Trama
Able si è allontanato per un viaggio misterioso e Mara è designata la responsabile in capo. Quando Pavel le ordina di completare un lavoro impossibile, Mara deve far valere le sue doti di leadership. Se fallisce tutti i suoi collaboratori, compreso Beck e Zed verranno inviati ai Giochi. Il viaggio di Able porta alla luce un collegamento tra Able e una figura molto importante della Rete (Able si dirige verso le Terre Esterne per affrontare Tron per aver addestrato Beck come il Ribelle).

## Lo straniero
- Titolo originale: The Stranger
- Diretto da: Charlie Bean
- Scritto da: Scott Nimerfro, Adam Nussdorf e Ryan Mottesheard

### Trama
Durante il viaggio verso la città di Gallium, Beck deve attraversare una tempesta, ma finisce in una trappola quando scopre un portale a senso unico, in cui cade dentro. Beck qui viene a conoscenza che non era il primo programma che Tron aveva addestrato come il Ribelle e così si frantumarono tutte le sue sicurezze. Able intanto riesce a portare alla luce un complotto per costruire un'arma micidiale.

## Taggati
- Titolo originale: Tagged
- Diretto da: Charlie Bean
- Scritto da: Adam Nussdorf Bill Wolkoff

### Trama
Il Ribelle ingaggia tre nuovi programmi che dimostrano tutto il loro entusiasmo lanciando un messaggio provocatorio sulla Rete (taggando la Rete con il messaggio "Tron Lives" ("Tron è vivo")). Tron scopre che uno dei tre è la sua amica Mara e cerca di fargli capire qual è il modo migliore per combattere organizzando un piano per colpire la nave di Tesler.
- Guest Star: Jamie Hector (Voce originale di Moog) e Jack Huston (Voce originale di Rasket)

## Stato d'animo
- Titolo originale: State of Mind
- Diretto da: Charlie Bean
- Scritto da: Mark Litton (soggetto); Bill Wolkoff e Adam Nussdorf (sceneggiatura)

### Trama
Tesler usa l'agente di Keller, designato in partenza per liberare programmi, per costruire un'armata. Zed e il Ribelle formano un'alleanza forzata per liberare Mara che ne è stata vittima.

## Bentornato a casa
- Titolo originale: Welcome Home
- Diretto da: Robert Valley
- Scritto da: Scott Nimerfro, Donna Thorland (soggetto e sceneggiatura); Adam Prince (soggetto)

### Trama
Beck cerca di salvare uno scienziato governativo che sta scappando dalle grinfie dell'Occupazione prima che Paige e l'Occupazione la trovino;  Paige e Beck diventano passeggeri sullo stesso treno in fuga e Beck deve salvare i programmi innocenti sul treno senza rivelare la sua identità.
- Guest Star: Matt Jones (Voce originale di Lenz) e Paul Rust (Voce originale di Ott)

## Appuntamento
- Titolo originale: Rendezvous
- Diretto da: Charlie Bean
- Scritto da: Bill Wolkoff

### Trama
Beck accetta di uscire con Paige, e Paige inizia a vedere e capire le opinioni di Beck. Ma la loro serata finisce male quando Paige viene tradita da Pavel. Pavel prova il disco che potenzia i poteri, ma Paige lo afferra, fraintendendo il consiglio di Beck. Stanco della sua interferenza, Pavel pianifica di sbarazzarsi di Paige una volta per tutte. Beck pensa che forse stavolta riuscirà a convincerla a unirsi a lui se il Ribelle sarà in grado di salvarla.
- Guest Star: Matt Jones (Voce originale di Erg)

## Senza limiti
- Titolo originale: No Bounds
- Diretto da: Charlie Bean
- Scritto da: Scott Nimerfro (soggetto e sceneggiatura); Donna Thorland (soggetto)

### Trama
Quando Cyrus (lo Straniero) in cerca di vendetta su Beck e Tron, ritorna ad Argo City. Cyrus, impersona il Ribelle e uccide un programma innocente. Con la città contro di lui, Beck è costretto a fare la difficile scelta di salvare Tron o i suoi amici.

## Finale
- Titolo originale: Terminal
- Diretto da: Charlie Bean
- Scritto da: Scott Nimerfro, Adam Nussdorf e Donna Thorland

### Trama
Tron svela a Beck che sta morendo per via di un virus che gli è stato impiantato durante la lotta contro Cyrus e che l'unico modo per fermare la sua malattia è usare il nuovo super rifinalizzatore dell'Occupazione.